# Antonio Tauler
Antonio Tauler, född den 11 april 1974 i Palma de Mallorca, Spanien, är en spansk tävlingscyklist som tog OS-silver i Madisonloppet vid olympiska sommarspelen 2008 i Peking.